# Cristian Carrillo
Christian Esteban Carrillo Ocampo (San José, 30 de junio de 1980) es un futbolista costarricense. Juega como delantero y su último club fue la AD Rosario de la Segunda División de Costa Rica.

## Clubes
| Club                   | País                 | Año         |  |
| ---------------------- | -------------------- | ----------- |  |
| Deportivo Saprissa     | Costa Rica           |             |  |
| Guanacasteca           | Costa Rica           |             |  |
| Brujas FC              | Costa Rica           |             |  |
| Orión FC               | Costa Rica           |             |  |
| Barrio México          | Costa Rica           |             |  |
| Belén FC               | Costa Rica           |             |  |
| Uruguay de Coronado    | Costa Rica           |             |  |
| San Carlos             | Costa Rica           |             |  |
| Jicaral                | Costa Rica           |             |  |
| Sporting Football Club | Costa Rica           | 2016 - 2017 |  |
| Bauger FC              | República Dominicana | 2017 - 2019 |  |
| AD Rosario             | Costa Rica           | 2020        |  |